# Bert-Donnepp-Preis
Der Bert-Donnepp-Preis – Deutscher Preis für Medienpublizistik wird seit 1991 vom Verein der Freunde des Adolf-Grimme-Preises vergeben. Die angesehene Würdigung wird an Medienschaffende verliehen, „die sich kritisch mit der gesellschaftlichen Funktion der Medien auseinandersetzen.“ Ausgezeichnet wird der Satzung zufolge die „kompetente journalistische Beschäftigung mit Fragen des Hörfunks, Fernsehens, der Presse und/oder mit übergreifenden Medienfragen“, die „zur Erkenntnis der spezifischen Leistungen dieser Massenmedien, ihrer Inhalte, ihrer Strukturen und/oder ihrer Wirkungen beiträgt.“
Die Auszeichnung ist benannt nach Bert Donnepp (1914–1995), dem Gründer des Adolf-Grimme-Instituts. Die Preisverleihung erfolgt jährlich in Marl. Der Preis ist mit 5000 Euro dotiert, der Ehrenpreis ist undotiert.

## Preisträger

### 1991 bis 1999
1991
- Uwe Kammann, Volker Lilienthal, Gisela Zabka, Stefan Jakob (Redaktion epd/Kirche und Rundfunk)
- Besondere Ehrung für Walter Fabian

1992
- Cornelia Bolesch (Fernsehen und Hörfunk, Süddeutsche Zeitung)
- Besondere Ehrung für Rolf Richter

1993
- Horst Röper (Institut Formatt)

1994
- Christian Hellmann (Redaktion TV Spielfilm)

1995
- Oliver Herrgesell (Medienredaktion Die Woche)
- Besondere Ehrung für Andrea Brunnen-Wagenführ, Uwe Kuckei

1996
- Klaus Ott (Medienredaktion Süddeutsche Zeitung)[5]
- Besondere Ehrung für Manfred Delling

1997
- Klaudia Brunst, Chefredakteurin der taz[6]

1998
- Peter Turi, damals Chefredakteur und Co-Verleger des kressreport, für die Erfindung von kress.de

1999
- Michael Hanfeld, Fernsehkritiker im Feuilleton der FAZ

### Seit 2000
2000
- Fritz Wolf, freier Journalist, und Sybille Simon-Zülch, freie Autorin, für ihre Arbeit als Fernsehkritiker bei epd medien[7]

2001
- Hans-Jürgen Jakobs, Redakteur für Wirtschaft und Medien beim Nachrichtenmagazin Der Spiegel

2002
- Dieter Anschlag, Leitender Redakteur bei der Funkkorrespondenz (Bonn)
- Dietrich Leder. Publizist und Autor der Funkkorrespondenz
- Besondere Ehrung für Volker Lilienthal, stellvertretender Ressortleiter von epd medien, für seine Arbeiten zur Geschichte des epd und des Bertelsmann-Verlags in der Zeit des Nationalsozialismus

2003
- Stefan Niggemeier, Frankfurter Allgemeine Sonntagszeitung
- Egon Netenjakob, Publizist und Autor des TV-Filmlexikon

2004
- Rainer Braun, Fernsehkritiker und Medienjournalist für die Berliner Zeitung und die Funkkorrespondenz

2005
- Ulrike Kaiser, Chefredakteurin des DJV-Medienmagazins journalist
- Volker Lilienthal, Verantwortlicher Redakteur des Fachblattes epd medien
- Besondere Ehrung für die Medienredakteure Rainer Stadler und Balts Livio (Neue Zürcher Zeitung)

2006
- Jörg Wagner für die Moderation und Redaktion des Medienmagazins radioeins im rbb

2007
- Redaktionsteam des NDR-Medienmagazins ZAPP: Julia Stein, Nicola von Hollander und Kuno Haberbusch[8]
- Besondere Ehrung für Thomas Thieringer

2008
- Steffen Grimberg, Medienredakteur der taz[9]

2009
- Torsten Körner, freiberuflicher Fernsehkritiker[10]

2010
- Diemut Roether, verantwortliche Redakteurin von epd medien und Michael Ridder, Redakteur von epd medien

2011
- Andreas Stopp, Brigitte Baetz, Bettina Köster und Bettina Schmieding vom Radiomagazin Markt und Medien (Deutschlandfunk)
- Besondere Ehrung für Jakob Augstein, Verleger[11]

2012
- tittelbach.tv von Rainer Tittelbach
- Das Altpapier (Medienkolumne im Internet), erstellt von Christian Bartels, Matthias Dell, René Martens und Klaus Raab[12]

2013
- Thomas Lückerath und Peer Schader (DWDL.de)
- Besondere Ehrung für Barbara Sichtermann, Fernsehkritikerin
- Aufklärer des Jahres: Edward Snowden

2014
- Ulrike Simon, Medienjournalistin für die  Madsack Gruppe
- Besondere Ehrung für Jochen Meißner, Hörspielkritiker

2015
- Claudia Tieschky, SZ-Redakteurin und den freiberuflichen Medienkritiker Hans Hoff[13]
- „Besondere Erwähnung“ für TV-Produzent und Dokumentarist Stephan Lamby für das Internet-Format „dbate“.

2016
- Silke Burmester, freie Journalistin, Kolumnistin und Autorin
- Besondere Erwähnung für den Autor, Regisseur, Produzenten und Moderator Gero von Boehm für sein Gesamtwerk.[14]

2017
- Georg Seeßlen sowie das Medienportal Übermedien von Stefan Niggemeier und Boris Rosenkranz[15]
- Besondere Ehrung für Dunja Hayali[16]

2018
- Philipp Walulis (Funk)[17]
- Volker Nünning (Medienkorrespondenz)
- Besondere Ehrung für Leonhard Dobusch (ZDF-Fernsehrat)

2019
- Samira El Ouassil (Übermedien)[18]
- Besondere Ehrung für die Filmregisseurin Julia von Heinz

2022
- Jenni Zylka, Journalistin und Autorin[19]
- Besondere Ehrung für das ehemalige Ippen-Investigativ-Team

2023
- Tilmann P. Gangloff[20]
- Alice Hasters

2024
- Nadia Zaboura[21]

2025
- Annika Schneider für Berichterstattung bei Übermedien[22]
- Besondere Ehrung für Judith Scheytt
- Besondere Ehrung für Oliver Kalkofe